# Phiale longibarba
Phiale longibarba là một loài nhện trong họ Salticidae.
Loài này thuộc chi Phiale. Phiale longibarba được Cândido Firmino de Mello-Leitão miêu tả năm 1943.